# Космічні подорожі з постійним прискоренням
Космічна подорож із постійним прискоренням — це гіпотетичний спосіб космічної подорожі, який передбачає використання рушійної установки, яка генерує постійне прискорення, а не короткі імпульсні поштовхи, створювані традиційними хімічними ракетами. Протягом першої половини подорожі рушійна установка постійно прискорює космічний корабель до місця призначення, а протягом другої половини подорожі вона постійно гальмує космічний корабель. Постійне прискорення можна використовувати для досягнення релятивістських швидкостей, що робить його потенційним засобом досягнення міжзоряних подорожей людством. На практиці цей спосіб подорожі ще не використовується.

## Двигуни постійного прискорення
Постійне прискорення має дві основні переваги:
- це найшвидша форма міжпланетних і міжзоряних подорожей.
- постійне прискорення створює власну штучну гравітацію[en], потенційно позбавляючи пасажирів від впливу невагомості.

### Порівняння постійної тяги з постійним прискоренням
І постійна тяга і постійне прискорення пов'язані з безперервною роботою двигуна космічного корабля. У випадку постійної тяги прискорення транспортного засобу збільшується під час роботи двигуна, оскільки використання палива зменшує масу транспортного засобу. Якщо замість постійної тяги транспортний засіб має постійне прискорення, то під час руху тяга двигуна зменшується.
Космічний корабель повинен змінити свою орієнтацію на півдорозі та сповільнятися решту шляху, якщо йому потрібно зустрітися з пунктом призначення (на відміну від прольоту).

## Міжзоряні подорожі

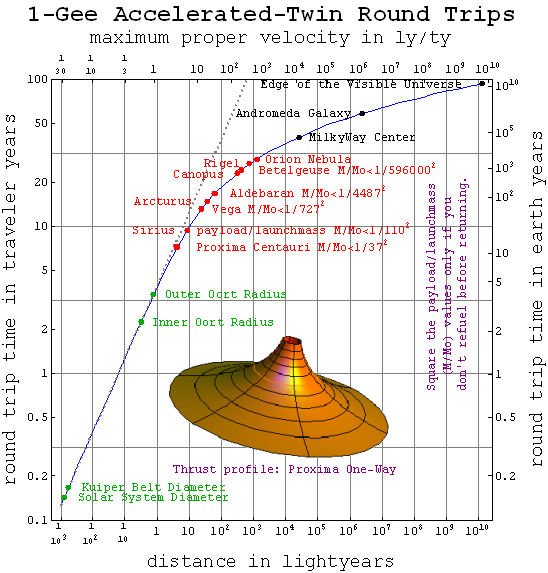
Цей графік показує, що корабель, здатний досягти прискорення 1 g (10 м/с^{2} або приблизно 1,0 світловий рік/рік^{2}) «відчуваного» або власного прискорення, може подолати величезні відстані, хоча обмежений масою будь-якого палива, яке він має.

Космічний корабель, який використовує значне постійне прискорення, наближатиметься до швидкості світла на міжзоряних відстанях, тому ефекти спеціальної теорії відносності, включаючи уповільнення часу (різниця в часі між часом корабля та місцевим часом), стають важливими.

### Вирази для пройденої відстані та витраченого часу
Відстань, пройдена за постійного Власне прискорення, з точки зору спостерігача на Землі як функція часу мандрівника, виражається через координатну відстань x як функція власного часу τ за постійного власного прискорення a наступною формулою:
{\displaystyle x(\tau )={\frac {c^{2}}{a}}\left(\cosh {\frac {a\ \tau }{c}}-1\right),}
де c — швидкість світла.
За тих самих обставин час, що минув на Землі (координатний час), як функція часу мандрівника визначається як:
{\displaystyle t(\tau )={\frac {c}{a}}\sinh {\frac {a\ \tau }{c}}.}

### Здійсненність
Обмеженням постійного прискорення є відповідне паливо. Постійне прискорення можливе лише при розробці палива з набагато вищим питомим імпульсом, ніж доступне на даний момент.
Існує два широких підходи до більш високого питомого імпульсу:
1. Більш ефективне паливо (підхід корабля з двигуном). Двома можливостями для космічних кораблів із двигуном є ядерне паливо та паливо на основі матерії та антиматерії.
2. Залучення рушійної енергії з навколишнього середовища, коли корабель проходить крізь нього (підхід вітрильного корабля). Одна із гіпотетичних можливостей у підході вітрильного корабля полягає у виявленні чогось еквівалентного паралелограму сили між вітром і водою, що дозволяє вітрилам рухати вітрильний корабель.

Збирання палива на шляху — підхід, що використовується у міжзоряному прямотічному двигуні Бассарда — буде втрачати ефективність по мірі того, як швидкість космічного корабля збільшуватиметься відносно планетарної системи відліку. Це відбуватиметься тому, що паливо має бути розігнане до швидкості космічного корабля, перш ніж його енергія зможе бути використана, і це різко знижує ефективність палива.
Пов'язаною проблемою є також опір речовини. Якщо космічний корабель зі швидкістю, близькою до швидкості світла, взаємодіє з матерією, яка повільно рухається в планетарній системі відліку, це спричинить опір, який зменшить частину прискорення двигуна.
Другою великою проблемою, з якою зіткнуться космічні кораблі, які використовують постійне прискорення для міжзоряних подорожей, є зіткнення з речовиною та радіацією під час руху. У середині подорожі будь-який такий удар відбуватиметься зі швидкістю, близькою до швидкості світла, тому результат буде драматичним.

### Швидкості міжзоряних подорожей
Якщо космічний корабель використовує постійне прискорення на міжзоряних відстанях, він наближається до швидкості світла на середній частині свого шляху, якщо дивитися з планетарної системи відліку. Це означає, що стануть важливими ефекти відносності. Найважливішим ефектом є те, що час проходитиме з різною швидкістю в системі відліку корабля та планетарній системі відліку, а це означатиме, що швидкість корабля та час подорожі виглядатимуть різними в обох системах.

#### Планетарна система відліку
З точки зору планетарної системи відліку швидкість корабля буде здаватися обмеженою швидкістю світла — швидкість може наближатися до швидкості світла, але ніколи не буде досягнута. Якщо корабель використовує постійне прискорення 1 g, він наблизиться до швидкості світла приблизно за рік і пройде приблизно половину світлового року. У середині подорожі швидкість корабля буде приблизно дорівнювати швидкості світла, і вона знову сповільниться до нуля протягом року в кінці подорожі.
У відповідності до емпіричного правила, при постійному прискоренні в 1 g (прискорення вільного падіння на Землі), час подорожі, виміряний на Землі, буде дорівнювати відстані в світлових роках до місця призначення плюс 1 рік. Це емпіричне правило надає відповіді, які будуть трохи коротшими за точну розраховану відповідь, але при цьому відповіді будуть досить точними.

#### Система відліку корабля

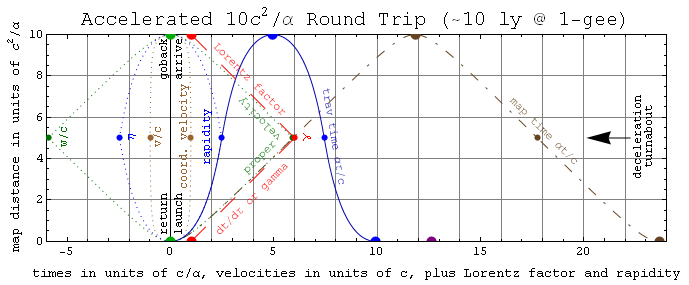
Графік швидкості та часу на горизонтальній осі, положення на вертикальній осі для прискореної подорожі близнюків в обидва кінці до пункту призначення, віддаленого на Δx_{AB} = 10c^{2}/α ~10 світлових років, якщо α ~9,8 м/с^{2}.

З точки зору системи відліку тих, хто знаходиться на кораблі, прискорення не зміниться під час подорожі. Натомість планетарна система відліку виглядатиме дедалі більш релятивістською. Це означає, що мандрівникам на кораблі подорож буде здаватися набагато коротшою, ніж спостерігачам планетарної системи відліку.
При постійному прискоренні 1 g ракета могла б подолати діаметр нашої галактики приблизно за 12 років корабельного часу та приблизно за 113 000 років планетарного часу. Якщо остання половина подорожі включає уповільнення з прискоренням 1 g, подорож триватиме приблизно 24 роки. Якщо подорожувати до найближчої зірки з уповільненням на останній половині шляху, це займе 3,6 року.

## У художній літературі
Космічні кораблі з історій Джорджа О. Сміта «Рівнобічна Венера» є кораблями постійного прискорення. Нормальне прискорення дорівнює 1 g, але в розповіді «Зовнішній трикутник» згадується, що можливі прискорення до 5 g, якщо екіпаж приймає граванолом для протидії впливу перевантаження.
«Небесний ліфт» — науково-фантастичне оповідання Роберта А. Гайнлайна, вперше опубліковане в 1953 році. У цій історії пілот факельного корабля відправляється з навколоземної орбіти до Плутона з місією доставити ліки від чуми, яка спустошує дослідницьку станцію.
Тау Нуль, жорсткий науково-фантастичний роман Пола Андерсона, описує космічний корабель, який використовує двигун постійного прискорення.
Космічний корабель у романі Джо Голдемана «Нескінченна війна» широко використовує постійне прискорення; такі кораблі використовують складне безпекове обладнання, щоб підтримувати життя пасажирів при високому прискоренні (до 25 g); навіть у стані спокою кораблі використовують прискорення 1 g, щоб забезпечити людям комфортний рівень гравітації.
У всесвіті «Відомого космосу», створеному Ларрі Нівеном, Земля використовує двигуни постійного прискорення у формі прямоточного двигуна Бассарда, щоб допомогти колонізувати найближчі планетні системи. У невідомому космічному романі «Світ поза часом» Джером Бранч Корбелл (для себе) «відвозить» прямоточний реактивний двигун до Центру Галактики і назад за 150 років корабельного часу (більшу частину якого він проводить в кріогенному сні), але на Землі проходить 3 мільйони років.
У романі Мері Доріа Рассел «Горобець», міжзоряні подорожі стають можливими завдяки перетворенню невеликого астероїда на космічний корабель із постійним прискоренням. Рушійна сила надається іонними двигунами, що живляться матеріалом, видобутим із самого астероїда.
У книжковій серії «Космос одкровення» Аластера Рейнольдса міжзоряна торгівля залежить від «обіймачів світла» — зоряних кораблів, які можуть нескінченно створювати прискорення 1 g використовуючи замінені двигуни постійного прискорення, що працюють на основі антиматерії. Ефекти релятивістської подорожі є важливою частиною сюжету в кількох історіях, наприклад, про психологію та політику екіпажів «ультранавтів» «обіймачів світла».
У романі Артура Кларка «2061: Одіссея три» космічний корабель «Всесвіт», який використовує ракету з мюонним каталізатором термоядерного синтезу, здатний постійно підтримувати прискорення 0,2 g під час повної тяги. У романі Кларка «Земля Імперська» представлений «асимптотичний двигун», який використовує мікроскопічну чорну діру та водневе паливо для досягнення подібного прискорення під час подорожі від Титана до Землі.
Космічні кораблі «UET» і «Приховані світи» із саги «Рісса Кергелен» Френсіса М. Басбі використовують двигун постійного прискорення, який може підтримувати прискорення 1 g або навіть трохи більше.
Кораблі в книжковій серії «Expanse» Джеймса С. А. Корі використовують двигуни постійного прискорення, які також забезпечують штучну гравітацію для пасажирів.
У романі «Марсіанин» Енді Вейра космічний корабель «Гермес» використовує іонний двигун постійної тяги для транспортування астронавтів між Землею та Марсом. В романі «Проєкт „Радуйся, Маріє“», також авторства Вейра, космічний корабель головного героя використовує постійний обертовий двигун із прискоренням 1,5 g, щоб подорожувати між Сонячною системою, і системами Тау Кита та 40 Ерідана.
«Дослідники Місяця», один із альбомів коміксів «Пригоди Тентена» Ерже, містить пілотовану місячну ракету з «атомним ракетним двигуном» невизначеного типу. Корабель постійно прискорюється від зльоту, щоб забезпечити пасажирам постійну силу тяжіння, доки не буде досягнуто середини шляху, де корабель розгортається на 180°, щоб постійно сповільнюватися до Місяця.